# Om det andliga i konsten

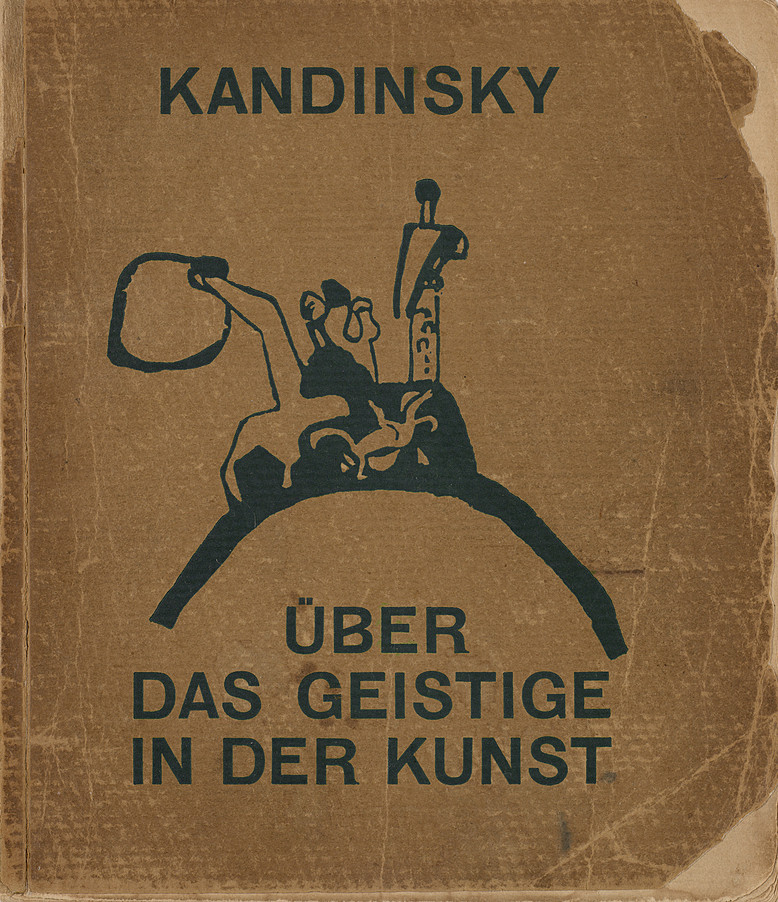
Omslag för Über das Geistige in der Kunst, publicerad 1911 men daterad 1912.

Om det andliga i konsten (tyska: Über das Geistige in der Kunst) är ett konstteoretiskt verk av Vasilij Kandinskij, publicerat i tre upplagor varav den första i december 1911 och den sista i slutet av 1912.
Kandinskij formulerar sin uppfattning om konsten som en konst som inte har några förebilder i verkligheten, utan har sitt ursprung i ett "inre tvång" hos konstnären att finna en "andlig" konstform, som står helt fri från alla hänvisningar till den yttre världen. Konstverkets formala egenskaper, såväl abstrakta som figurativa, skall ge uttryck för konstnärens innersta känslor och antimaterialistiska värderingar och därmed skapa en sann andlig verklighet.